# Wim Kras
Wim Kras (Volendam, 5 februari 1944 – aldaar, 14 februari 2023) was een Nederlands voetballer. Hij kwam zijn hele loopbaan uit voor Volendam en speelde meestal op de rechtsbuitenpositie.

## Loopbaan
Wim Kras was de oudste in een gezin met acht kinderen. Zijn vader was visser. Dankzij ziekte en blessures van anderen had hij al vaker in oudere leeftijdscategorieën gespeeld. Als 14-jarige debuteerde hij in het tweede seniorenelftal van Volendam. In 1959 slaagde hij voor de MULO en ging hij werken in een zakkenfabriek.
Kras maakte op 22 november 1959 in een thuiswedstrijd tegen Ajax zijn debuut voor Volendam, dat destijds werd getraind door Ger Stroker. Hij was met 15 jaar en 290 dagen de jongste speler die in een wedstrijd in de Eredivisie uitkwam. Dit record werd in augustus 2025 door de 57 dagen jongere Jadiel Pereira da Gama verbroken.
Kras kwam tot 1973 uit voor Volendam. In deze periode maakte hij 90 competitiedoelpunten, waarvan 46 in de eredivisie. In zijn laatste seizoenen was hij aanvoerder. Kras werd tussen 1960 en 1962 enkele keren geselecteerd voor het Nederlands elftal voor spelers onder de 18 jaar en nam deel aan het Europees kampioenschap voetbal onder 18 - 1962.
Kras is de vader van Wim Kras jr., die tussen 1990 en 1993 voor Volendam uitkwam. Ook zijn broer Kees Kras en neef Ruud Kras speelden in het eerste elftal van Volendam.
Wim Kras overleed in 2023, kort na zijn 79e verjaardag. Vier dagen later werd om hem te eren het Kras Stadion van FC Volendam eenmalig omgedoopt tot Wim Kras Stadion.